# Szurcsik János
Szurcsik János (Hercegszántó, 1931. május 10. –) magyar festő.

## Életpályája
Először Rudnay Gyula szabadiskolájában tanult. 1949-ben Derkovits-kollégista lett. 1950-től 1956-ig a Képzőművészeti Főiskola festő szakára járt, ahol Fónyi Géza és Domanovszky Endre voltak a mesterei. 1957 és 1960 között Derkovits-ösztöndíjas
volt. 1975 és 1990 között a Szombathelyi Tanárképző Főiskolán tanított.

## Művészi stílusa
A 20. századi magyar festészetnek a Nyolcak csoportjával nduló konstruktív-
expresszív vonulatának képviselője. Az utóbbi években a korábbi monumentális, drámai kompozíciókkal szemben inkább tájakat, intimebb környezetet ábrázol.

## Egyéni kiállításai
- Miskolc, Hódmezővásárhely, Műcsarnok, Szombathely, Moszkva, Kőszeg, Baja).

## Díjai
- Ezüstérem a Római Ösztöndíjasok Kiállításán (1960, Kaszakalapáló című festményével)
- Munkácsy Mihály-díj (1963)
- SZOT-díj (1973)
- Érdemes művész (1976)

## Főbb művei
- Történelem (pannó, Nagybátony, 1968)
- Hétköznapok - ünnepnapok (freskó, Baja, Városháza)

### Olajképek
- Kapáló asszonyok
- Vihar
- Pihenő asszonyok
- Gondban
- Halottak napja

### Gobelinek
- Földosztás
- Dózsa
- Magvetők

## Családja
1954-ben vette feleségül Sárkány Annát. Két fia van (Szurcsik János, ifj. 1956-ban, Szurcsik József 1959-ben született).